# AZS Częstochowa
El AZS Częstochowa es un club de voleibol de Częstochowa, en el voivodato de Silesia, en Polonia. Juega en la Polska Liga Siatkówki, la máxima categoría del país.

## Palmarés
- Campeonato de Polonia
  - 2 º lugar (4): 2005, 2000, 2001, 2002
    - 3.er lugar (2): 2003, 2004

- Copa de Polonia
  - Ganador (2): 1997, 2007
    - 2 º lugar (7): 1990, 1993, 1995, 1998, 2000, 2001, 2005 
      - 3.er lugar (1): 1996

- Challenge Cup
  - Ganador (1): 2011/12.

- Copa CEV
  - 3.er lugar (1): 2001